# Ivan Alerić (novinar)
Ivan Alerić (Drinovci, 6. listopada 1961. – Zagreb, 14. travnja 1992.), hrvatski tiskovni i televizijski novinar, urednik, dokumentarist, sveučilišni profesor, vojnik Hrvatske vojske

## Životopis
Rodio se 6. listopada 1961. u hercegovačkom selu Drinovcima, kao jedanaesto od četrnaestero djece oca Jure i majke Mile. Nakon završene osnovne škole u rodnom mjestu i gimnazije u Posušju odlazi na studij u Zadar, gdje je s najvišim ocjenama diplomirao francuski jezik i književnost i njemački jezik i književnost. Budući da u Zadru nije mogao, u Sarajevu je istovremeno studirao i povijest.
Nakon studija zaposlio se na Filozofskom fakultetu u Zadru kao asistent iz znanstvenoag područja filologije na katedri za francusku književnost. Prije rata živio je i radio u Zagrebu, a početkom demokratskih promjena aktivno se uključio u borbu za hrvatsku neovisnost. Radio je kao novinar i urednik te ratni izvjestitelj „Glasnika HDZ“ pišući članke o hrvatskoj povijesti, a na HRT-u je radio u dokumentarnom programu i programu za inozemstvo te sudjelovao u izradi dvije dokumentarne emisije „Podrijetlo Hrvata“ i „Kraljevska kravata“.
U jesen 1991. godine odlazi u Domovinski rat kao dobrovoljac, te sudjeluje u borbama na dubrovačkom ratištu. 
Nekolicina studenata pozvala je koncem rujna ’91. preko radija ljude koji bi se htjeli uključiti u obranu hrvatskoga juga. Okupila se dragovoljačka skupina koja je 3. listopada ujutro krenula prema Dubrovniku, a među njima je bio i Ivan Alerić. S dragovoljačkom postrojbom nazvanom „SRĐ“ Ivan je sudjelovao u bitkama za Dubrovnik.
Neki dovršeni članci posmrtno su objavljeni u „Glasniku HDZ“: „Hrvati u Tridesetogodišnjem ratu“, „Hrvati na arapskom dvoru u Španjolskoj“, „Hrvati i srednjovjekovno Pariško sveučilište“. Lobirao je za međunarodno priznanje Hrvatske kod francuskih sveučilišnih profesora i intelektualaca poput Alaina Finkelkrauta, jednoga od zapadnih intelektualaca koji su progovorili protiv velikosrpske agresije.
Nakon sudjelovanja u uspješnoj obrani Dubrovnika vraća se u Zagreb, a jačanjem ratnih aktivnosti u BiH odlazi tamo kao dobrovoljac. Pri ukrcavanju naoružanja i vojne opreme na zagrebačkom Velesajmu, neposredno prije polaska u Hercegovinu, poginuo je 14. travnja 1992. godine, u Zagrebu, prilikom prijevoza naoružanja i vojne opreme za južno bojište. Pokopan je u rodnim Drinovcima.

## Odličja
- Spomenica Domovinskog rata
- Odličje Zrinskih i Frankopana
- Posmrtno je promaknut u čin bojnika.